# Імуноонкологія
Імуноонкологія — це розділ медицини, що вивчає роль імунної системи в лікуванні онкологічних захворювань. Терапевтичним напрямком в рамках імуноонкології є імунотерапія пухлин.
Імунотерапія — це комплексний вплив на імунну систему хворого з метою підвищення її захисних функцій. Імунотерапія базується на тому, що ракові клітини мають на поверхні молекули, які можуть бути розпізнані рецепторами імунної системи (антитілами та/або клітинними рецепторами).
Цей метод лікування є максимально фізіологічним для нашого організму та дає змогу досягти значного прогресу в лікуванні раку з мінімальною шкодою для здорових клітин організму. Метою імунотерапії є не вбивство ракової клітини, а модифікація клітин імунної системи (Т-лімфоцитів) для боротьби безпосередньо з клітинами пухлини.

## Історія
Імунотерапію для лікування раку стало можливим використовувати після впровадження технології виробництва моноклональних антитіл в 1975 році. Клітинна імунотерапія була впроваджена в практику в кінці 1980-х роках. У 1987 році була виявлена молекула CTLA-4, що запобігає атаці Т-лімфоцитів на пухлинні клітини. У 1996 році на мишачій моделі було показано, що блокування CTLA-4 антитілами дозволяє імунним клітинам знищувати пухлину. У 1999 році біотехнологічна компанія Medarex придбала права на виробництво цього антитіла. У 2010 році після покупки Medarex компанія Bristol-Myers Squibb повідомила про продовження життя пацієнтів з метастатичною меланомою в середньому на 10 місяців при застосуванні антитіла.
На початку 1990-х у вмираючих Т-лімфоцитах була виявлена молекула білку PD-1 («Programmed death 1» — «молекула запрограмованої смерті 1»). Антитіла, спрямовані на PD-1, здатні призупинити загибель Т-лімфоцитів, які можуть атакувати пухлину. Ефективність лікування такими антитілами була показана в 2008 році. У 2013 році повідомили, що така терапія ефективна при лікуванні меланоми, раку нирки і раку легенів.
У 1997 році було вперше схвалено застосування антитіла ритуксимаб для лікування фолікулярної лімфоми. Після цього для лікування раку було схвалено понад 11 препаратів, серед яких алемтузумаб (2001), офатумумаб (2009), іпілімумаб (2011) та інші антитіла. У 2003 році впроваджено спосіб лікування раку цитокінами. Побічні ефекти, що виникають при внутрішньовенному введенні цитокінів змусили зробити спроби виділення клітин з людського організму, обробки їх цитокінами і введення назад в організм людини.
Клітинна імунотерапія із застосуванням протиракової вакцини сіпулейцел-Т була схвалена для лікування раку простати в 2010 році. Також в 2010 році повідомлено про успішну спробу лікування раку Т-лімфоцитами з химерним рецептором до ракового антигену (CAR-терапія). Цей спосіб лікування є прикладом персоналізованого лікування, заснованого на генетичній модифікації Т-лімфоцитів пацієнта.
У середині 2016 року був схвалено застосування інгібітора PD-L1 — атезолізумаба і двох інгібіторів PD-1 — ніволумаба, а також пембролізумаба, розробки компанії MSD.

## Сутність та роль імунотерапії в лікуванні раку
У нормі при появі пухлинних клітин імунна система розпізнає їх і знищує, однак на деякому етапі ракові пухлини починають задіювати механізми ухилення від імунної відповіді. Внаслідок надмірного зростання пухлинні клітини можуть повністю уникати дії імунної системи, що призводить до прогресування. Розуміння того, як працює імунна система, дозволяє застосовувати найбільш ефективні методи імунотерапії для лікування раку різної локалізації та стадій.
Досліджено, що імуноонкологічна терапія забезпечує тривалу й ефективну протидію раку пацієнтам на останніх стадіях, коли наявні шляхи лікування вже не діють. Цей метод лікування є проривним у терапії раку й має потенціал до докорінної зміни алгоритму лікування багатьох типів раку.

#### Чим відрізняється імуноонкологічна терапія від інших методів лікування онкологічних захворювань
- націлена на імунну систему організму, а не саму пухлину;
- дає змогу імунній системі виокремлювати ракові клітини й атакувати їх;
- забезпечує імунній системі довготривалу «пам'ять» імунної відповіді, що дає змогу імунній системі адаптуватись до різних типів пухлин та реагувати на них навіть із плином часу[13].

#### Способи дії імуноонкологічної терапії
Імуноонкологічна терапія може працювати наступними способами:
- зупиняти чи сповільнювати зростання ракових клітин;
- припиняти поширення раку на інші частини тіла;
- допомагати імунній системі ефективніше працювати над знищенням ракових клітин[14].

## Види імунотерапії раку
Існує три основні класи імунотерапії, які включають методи, що базуються на:
- клітинах;
- антитілах;
- цитокінах[15].

Водночас імунотерапію класифікують на:
- пасивну (лікування за допомогою антитіл та цитокінів);
- активну (лікування за допомогою ведення імунних клітин (модифікованих відповідно до тяжкості захворювання) шляхом вакцинації)[15]
- гібридну.

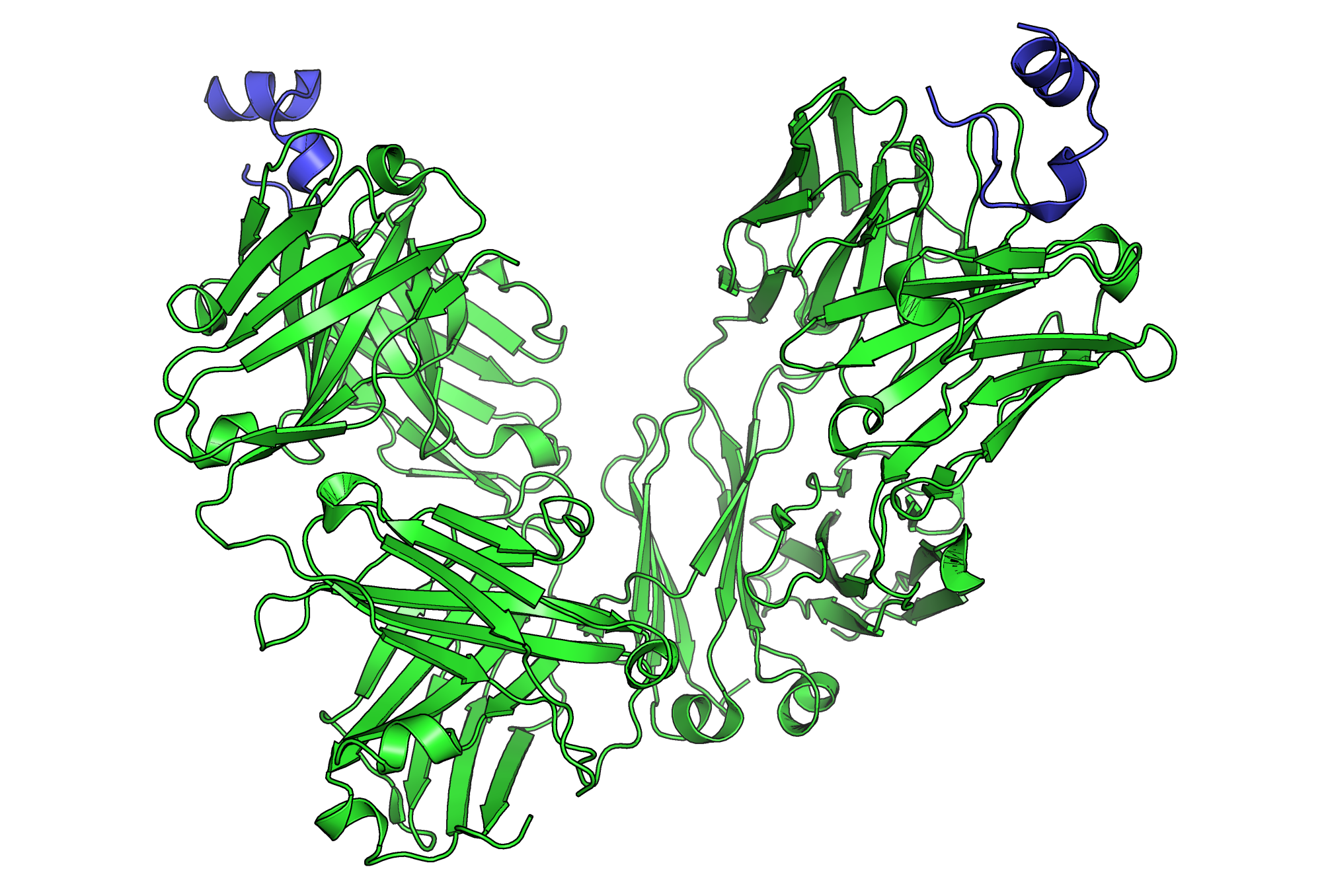
Пептидний епітоп молекули CD20, пов'язаний з FAB ритуксимабу

Активна імунотерапія передбачає використання власних імунних клітин організму для боротьби з раковими клітинами. Пасивна імунотерапія полягає у введенні лабораторно розроблених антитіл і цитокінів.
Антитіла — молекули імунної системи, здатні розпізнавати антигени на поверхні клітин. Антитіла, які здатні зв'язуватися з раковими антигенами, використовуються для лікування раку. Типовими мішенями для пасивної імунотерапії раку є молекули CD20, CD274 і CD279. При зв'язуванні з раковим антигеном антитіла викликають загибель ракових клітин шляхом індукції антитіло-залежної клітинної цитотоксичності і активації системи комплементу. Крім того, блокуючи рецептори ракових клітин, антитіла перешкоджають їх взаємодії з відповідними лігандами, що також призводить до загибелі клітини. Прикладами таких антитіл є алемтузумаб, ритуксимаб.

### Пасивна імунотерапія раку
У рамках пасивної імунотерапії використовуються переважно моноклональні (виготовлені в лабораторних умовах, ідентичні за своєю природою) антитіла, цитокіни та хемокіни для забезпечення захисту від конкретних загроз у організмі пацієнта. Вони можуть бути спрямовані проти певного антигену чи певного білка на поверхні ракових клітин або спеціального ферменту чи білка. З одного боку, саме імунотерапія антитілами вважається однією з найдієвіших через роль  антитіл у адаптивних імунних реакціях, їх вміння специфікуватись залежно від хвороби, а також вискоку ефективність при знищенні шкідливого впливу антигенів. З іншого боку, цитокіни та хемокіни відомі своєю роллю в модуляції імунних реакцій, завдяки чому вони також можуть бути ефективно використанні в імунотерапії раку.

#### Моноклональні антитіла
Моноклональні антитіла (мАт) — це білки імунної системи, створені вченими в лабораторних умовах. Вони називаються так, тому що виробляють клітини-клони, отримані від єдиної клітки-попередниці.
Одним із способів імунної системи атакування сторонніх речовин в організмі є вироблення великої кількості антитіл. Антитіло — це специфічний білок, який з'єднується з іншим білком, що називається антигеном. Антитіла циркулюють по всьому тілу, поки вони не знайдуть і не приєднаються до антигену. Після прикріплення вони залучають інші частини імунної системи для знищення клітин, що містять антиген.
Дослідники навчились розробляти антитіла, що специфічно орієнтовані на певні антигени, наприклад, що на ті, що мають ракові клітини. Це дає можливість створити безліч копій таких антитіл у лабораторних умовах. Такі антитіла відомі як моноклональні антитіла.

##### Сфера застосування моноклональних антитіл
Моноклональні антитіла застосовуються для лікування багатьох захворювань, включаючи деякі види раку. Щоб створити моноклональне антитіло, вчені спочатку повинні ідентифікувати правильний антиген, що потребує атаки. Для раку це не завжди легко, і станом на сьогодні є результати досліджень, що доводять ефективність дії моноклональних антитіл на окремі, а не на всі види раку.
Протягом останніх кількох десятиліть Управління з контролю за продуктами та ліками США (FDA) затвердило більше десятка моноклональних антитіл для лікування деяких видів раку. Мірою відкриття вченими нових антигенів, пов'язаних з раком, кількість розробок спрямованих моноклональних антитіл зростатиме, відповідно з'являтимуться антитіла проти більшого числа ракових захворювань. Станом на сьогодні проводиться безліч клінічних досліджень дії моноклональних антитіл при різних типах раку.

###### Терапевтичні підходи
Якщо говорити про імуномодулюючі моноклональні антитіла, то в цьому напрямку розроблено 4 різних терапевтичних підходи:
- пригнічення імуносупресивних рецепторів, які експресуються на Т-лімфоцитах (іпілімумаб (інгібітор CTLA-4) і пембролізумаб (інгібітор PD-1));
- інгібування лігандів до вказаних імуносупресивних молекул лімфоцитів (наприклад, молекули PD-L1, ліганда PD-1; препарати BMS-936559, MPDL3280A і MED4736, що знаходяться на стадії клінічних випробувань);
- активація костимуляційних рецепторів імунокомпетентних клітин, наприклад суперсімейства рецепторів до фактору некрозу пухлини-альфа (тігатузумаб);
- нейтралізація імуносупресивних факторів мікрооточення пухлини, таких як трансформуючий фактор росту-бета 1 (Henick B.S. et al., 2014 року)[19].

Блокування PD-1
Рецептор PD-1 — одна з імунних контрольних точок, що регулюють природні захисні реакції організму. Він був ідентифікований в 1992 р. японською дослідницькою групою в Університеті Кіото. Білок PD-1 представлений на поверхні Т-лімфоцитів, а також інших клітин імунної системи, включаючи В-лімфоцити і натуральні кілери. Взаємодія PD-1 з лігандами PD-L1 і PD-L2 призводить до трансдукції сигналів, що пригнічують активність Т-лімфоцитів.
Докази ключової ролі PD-1 в ухиленні пухлини від імунної відповіді були отримані в цілому ряді досліджень. Пембролізумаб є першим препаратом, затвердженим Управлінням з контролю якості харчових продуктів і лікарських препаратів США (FDA), який був розроблений для цілеспрямованого блокування PD-1 і являє собою гуманізоване моноклональне IgG4-κ антитіло. Терапевтичний вплив пембролізумаба здійснюється за рахунок підвищення здатності імунної системи організму виявляти і знищувати пухлинні клітини. Взаємодія пембролізумаба з PD-1 не пов'язана з активацією системи комплементу, тому він позбавлений будь-якої цитотоксичної активності.
Пембролізумаб був вперше зареєстрований в 2014 році в США для терапії пацієнтів з нерезектабельною та метастатичною меланомою, у яких виявлено прогресування після попередньої терапії. Пізніше препарат був також зареєстрований для терапії пацієнтів з нерезектабельною та метастатичною меланомою в терапії першої лінії, для терапії пацієнтів з метастатичним раком легенів з гіперекспресією PD-L1, а також рецидивуючих метастатичних пухлин голови та шиї. На даний час FDA розглядає заявки на реєстрацію препарату для терапії поширеного колоректального раку, раку сечового міхура, а також лімфоми Ходжкіна. Станом на серпень 2016 року, пембролізумаб зареєстрований в 65 країнах світу, включаючи США, Ізраїль, країни Європейського союзу, Канади, Туреччини, Індії та Казахстан.
Пембролізумаб є першим в Україні імуноонкологічним препаратом класу інгібіторів чекпойнтів, зареєстрований в 2016 році та показаний пацієнтам з меланомою та недрібноклітинним раком легень.

#### Цитокіни
Терапія, що базується на цитокінах: цитокіни мають здатність модулювати імунні сигнали, відповідно, вчені скористалися цією властивістю, щоб використовувати її проти пухлинних клітин, щоб індукувати загибель клітин. Найпоширенішими цитокінами є інтерферони (IFN) та інтерлейкіни (ILs). Інтерферони, як правило, виробляються організмом для боротьби з вірусними інфекціями, вони також демонструють перспективу бути вживаними в ролі терапевтичних агентів для лікування ракових захворювань, особливо волосяних клітинних лейкемій, саркоми Капоші, пов'язаної зі СНІДом, фолікулярної лімфоми, хронічної мієлоїдної лейкемії та меланоми. Серед трьох типів інтерферонів показано, що тільки ІФН 1 типу (включаючи альфа і бета ІФН) є ефективними при лікуванні раку.

### Активна імунотерапія раку
Активна імунотерапія  включає в себе два основні методи:
- клітинний, де для лікування раку використовуються власні клітини людини;
- векторний, згідно з яким зовнішній вектор генетично проектується в лабораторії для експресії специфічних для пухлини антигенів, а потім інфузії з імунними клітинами для ін'єкцій[15].

Клітинна імунотерапія
Цей метод діє як посилення імунної системи пацієнта шляхом ін'єкції сильних імунних клітин безпосередньо в кров. Це не тільки стимулює імунну систему в цілому, але й також забезпечує здатність боротися з раковими клітинами. Найчастіше застосовувана терапія в цій категорії включає дендритні клітини.

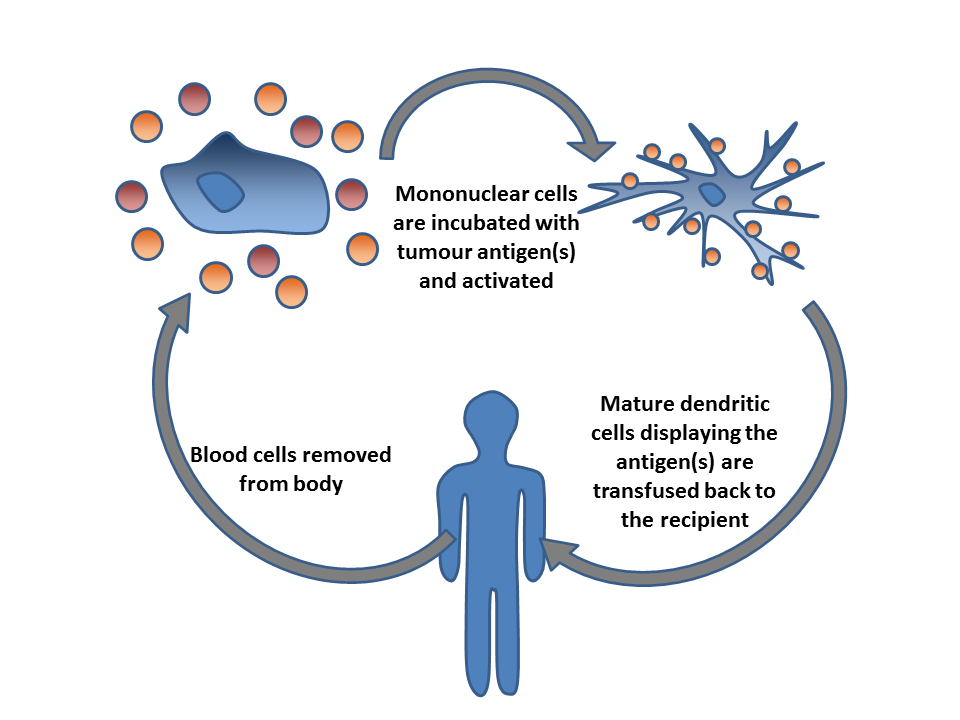
Клітини крові виводяться з організму, інкубуються з пухлинними антигенами та активуються. Потім зрілі дендритні клітини повертаються до вихідного донора, ракового носія, щоб викликати імунну відповідь.

Імунотерапія дендритними клітинами покращує протипухлинну імунну відповідь. У даному виді терапії дендритні клітини інкубують з раковим антигеном, після чого активовані зрілі дендритні клітини повертають в організм пацієнта, де вони в свою чергу активують Т-лімфоцити, здатні знищувати пухлину. Іншим перспективним способом є вакцинація шляхом введення лізатів пухлинної тканини. Дендритні клітини також можна активувати in vivo, якщо змусити пухлинні клітини експресувати GM-CSF. Цього можна домогтися шляхом генетичної модифікації пухлинних клітин. Іншим способом активації дендритних клітин є використання антитіл до рецепторів на їх поверхні. Як мішені можуть використовуватися Toll-подібні рецептори (TLR — TLR3, TLR7, TLR8 і молекула CD40s.

#### Векторна імунотерапія
Цей метод є модифікацією методів in-vitro та in-vivo, які використовуються для створення рекомбінантної АРС (дендритної клітини). Тут вірусний вектор використовується для перенесення пухлинних антигенів і поєднання їх з дендритними клітинами. Вони культивуються штучно при відповідних умовах росту в інкубаторах та проводяться для вироблення GM-CSF або іншого ад'юванта у межах їх генетичного матеріалу. Потім він поєднується з дендритними клітинами, і весь рекомбінант (білок) готовий до введення в організм пацієнта.